# Kovács Katalin (kajakozó)
Kovács Katalin (Budapest, 1976. február 29. –) háromszoros olimpiai bajnok magyar kajakozó. 31 világbajnoki címével minden idők legeredményesebb női kajakozója a világon. Európa-bajnokságokon 29 elsősége van. Gyakran csak „Kajakkirálynő”-ként emlegetik.

## Sportpályafutása
1987-ben kezdődött pályafutása a Bp. Spartacus egyesületben, nevelőedzői Bódi Csilla és Schmidtné Pavlovics Angyal voltak, később a BSE-ben versenyzett. 1993-ban az ifjúsági Eb-n szerzett érmeket. 1995-ben a BKV Előréhez igazolt, és bekerült a válogatott keretébe. Az 1995-ös duisburgi vb-n és az 1996. évi nyári olimpiai játékokon tartalékként volt a magyar csapat tagja. 1997-től az UTE színeiben versenyzett. Az Európa-bajnokságon négy számban indult, és két-két ezüstérmet illetve negyedik helyezést ért el. A világbajnokságon egy ezüstje mellé ugyancsak két negyedik helyezést szerzett. A szezon végén a hazai női kajakos ranglistán második helyezett lett. 1998-ban szerezte első világbajnoki címét (K4 200 m). Az országos bajnokságon négy első helyezést ért el. 1999-ben az Európa-bajnokságon 1 arany mellett öt számban második lett. A világbajnokságon két-két arannyal és ezüsttel lett gazdagabb. Az előolimpián háromszor ért elsőként a célba. Az évet a hazai női ranglista első helyén zárta. 2000-ben, Sydneyben komoly esélyekkel állt rajthoz, és előbb a kajak négyessel, majd Szabó Szilviával párosban nyert ezüstérmet.
2001 tavaszán az MTK-ba igazolt. Az Európa-bajnokságon két aranyérmet és egy ezüstöt szerzett. A világbajnokságon újabb két elsőséget és egy bronzérmet ért el, ezenkívül K1 1000 méteren volt 4. helyezett. 2002-ben a szegedi Eb-n három számban volt aranyérmes. A világbajnokságon három számban aranyérmes, K2 200 méteren Paksy Tímeával negyedik volt. Az év végén újra magyar ranglista-első volt. A 2003-as világbajnokságon négy számban indult, és mindet megnyerte. Az év végén a legjobb magyar kajakozónőnek és a legjobb magyar sportolónőnek választották. A 2004-es Eb-n 1000 méteren megvédte elsőségét. Négyesben a két rövidebb távon lett ezüstérmes. A válogatón, az egyes 500 méteren elbukta az ötkarikás jogát Janiccsal szemben. Az athéni olimpián Janics Natasával a K-2-ben győzött. A négyessel ezüstérmes volt. 2004 októberében bejelentette, hogy annak ellenére, hogy több válogatott kajakozó távozott edzője, Fábiánné Rozsnyói Katalin csoportjából, ő továbbra is vele folytatja tovább az edzéseket.
A 2005-ös Európa-bajnokságon és a világbajnokságon is Janiccsal minden távon megnyerte a páros versenyt. 2006-ban tarolt. Mind a világbajnokságon, mind az Európa-bajnokságon kettesben és négyesben minden távon első lett. A következő évben egyesben szerzett két aranyérmet a vb-n. Az Eb-n négy ezüstöt nyert. Janics 2007-ben távozott Fábiánné csapatából, így ebben az évben nagy versenyen nem szerepelt a Janics–Kovács páros. A 2008-as Európa-bajnokságon K-1 500 m-en lett első. Néhány nappal a kontinensbajnokság után bejelentette, hogy a továbbiakban az ő felkészülését sem Fábiánné irányítja. Ezt követően a férfi szakág vezetője, Sári Nándor trenírozta. A pekingi ötkarikás játékok előtt az MTK fegyelmi eljárást indított ellene, mivel a kajak négyes válogatóin nem a klub érdekeinek megfelelő négyes egységben versenyzett. Az olimpián egyesben 4., négyesben 2., párosban aranyérmes volt. Októberben a fegyelmi ügyben hozott döntés szerint az MTK prémium megvonásban részesítette, és nem hosszabbította meg az év végén lejáró szerződését.
2009-től a Bp. Honvéd versenyzője lett. Edzéseinek irányítását Csipes Ferenc vette át. Az Európa-bajnokságon négy számban indult, és három arany- illetve egy ezüstérmet szerzett. A vb-n öt indulásból szerzett négy aranyat. A 2010-es Eb-n egyes 500-on negyedik, két páros számban pedig első volt. A világbajnokságon három versenyszámban indult, és két arannyal térhetett haza. A négyesben szerzett aranyérme a 28. világbajnoki címét jelentette, mellyel a világ legeredményesebb női kajakosa lett. 2011-ben az Eb-n három számban indult, és mindben első helyen végzett. A 2011-es szegedi vb-n négyes 500-on és kettes 200-on volt első. 2011 októberében egy kerékpáros edzés során elesett. A balesetben a könyökénél letört egy csontdarab. Januárban ismét a sérült részre esett, így már nem volt elkerülhető a műtét. A hazai olimpiai selejtezőn párosban és négyesben vívta ki a csapatba kerülést. Az Eb-n Janiccsal párban első lett, a négyesben bronzérmes volt. A londoni olimpiáról éppúgy egy arany- és egy ezüstéremmel tért haza, mint Pekingből, csak a versenyszámok cserélődtek fel: ez alkalommal négyesben lett első és párosban második.
A 2013-as Európa-bajnokságon K4-ben (Kárász, Kozák, Janics) és K2 200 méteren (Janics) arany-, K2 500 méteren (Janics) bronzérmes lett. A 2013-as gyorsasági kajak-kenu világbajnokságon Janiccsal kettes 200 méteren negyedik, 500 méteren második volt. 2013 decemberében bejelentette, hogy gyermeket vár. 2014. június 6-án jött a világra kislánya, Schmidt Luca Anna. Ezt követően a válogatókon már nem tudta kivívni a vb vagy Eb indulás lehetőségét. 2016. július 29-én bejelentette visszavonulását.

## Díjai, elismerései
- Az év magyar sportolónője – harmadik helyezett (1999)
- Az év magyar kajakozónője (1999, 2000, 2001, 2002, 2003, 2005, 2006, 2007, 2008, 2009)
- A Magyar Köztársasági Érdemrend lovagkeresztje (2000)
- Az év magyar sportolónője (2002, 2003) (a sportújságírók szavazata alapján)
- Az év magyar sportolója (a Nemzeti Sportszövetség díja) (2003, 2009)
- A Magyar Köztársasági Érdemrend tisztikeresztje (2004)
- Az év magyar sportcsapata választás harmadik helyezett (kajak kettes) (2004, 2008)
- Budapestért díj (2004)
- A Magyar Kajak-kenu Szövetség örökös bajnoka (2005)
- Az év magyar sportcsapatának a tagja (kajak kettes) (2005, 2006, 2010)
- Prima díj (2006)
- Az év magyar sportolónője – második helyezett (2007, 2008, 2009)
- A Magyar Köztársasági Érdemrend középkeresztje (2008)
- A Magyar Érdemrend középkeresztje a csillaggal (2012)
- Papp László Budapest Sportdíj (2012)
- Az év magyar csapata – második helyezett (kajak négyes) (2012)
- A Halhatatlan Magyar Sportolók Egyesületének tagja (2017)
- Budapest díszpolgára (2023)[9]

## Magyar bajnokság
|           | 1994 | 1995 | 1996 | 1997 | 1998 | 1999 | 2000 | 2001 | 2002 | 2003 | 2004 | 2005 | 2006 | 2007 | 2008 | 2009 | 2010 | 2011–12 | 2013 |
| --------- | ---- | ---- | ---- | ---- | ---- | ---- | ---- | ---- | ---- | ---- | ---- | ---- | ---- | ---- | ---- | ---- | ---- | ------- | ---- |
| K1 200 m  |      |      |      |      |      | 4.   |      |      |      | 3.   |      |      |      |      |      | 5.   |      |         |      |
| K2 200 m  |      |      |      | 3.   | 3.   | 2.   | 1.   | 1.   | 1.   | 4.   |      | 1.   | 1.   |      |      | 1.   | 1.   |         |      |
| K4 200 m  |      |      | 1.   |      | 1.   | 1.   | 1.   | 1.   | 2.   | 1.   |      |      | 1.   |      |      |      |      |         |      |
| K1 500 m  |      |      |      |      | 1.   | 1.   | 1.   | 1.   | 1.   | 1.   | 2.   |      |      | 1.   | 1.   |      | 3.   |         |      |
| K2 500 m  |      |      |      | 3.   | 1.   | 1.   | 1.   | 2.   |      |      | 1.   | 1.   | 1.   |      | 1.   |      | 1.   |         | 1.   |
| K4 500 m  | 3.   | 2.   | 1.   | 1.   | 1.   | 1.   | 1.   | 2.   | 1.   | 1.   | 1.   | 1.   | 1.   |      | 1.   |      |      |         |      |
| K1 1000 m |      |      |      |      |      |      | 2.   | 1.   | 1.   | 1.   | 1.   |      | 2.   |      |      | 1.   | 1.   |         |      |
| K2 1000 m |      |      |      | 1.   | 6.   |      |      |      | 1.   |      |      | 1.   | 1.   |      |      |      |      |         |      |
| K4 1000 m |      |      |      |      |      |      |      |      |      |      |      |      | 1.   |      |      |      |      |         |      |